# Vratnjak
Vratnjak (ovratnjak; lat. Carpesium), rod jednogodišnjeg bilja i trajnica iz porodice glavočika, rasprostranjen po jugu Euroazije, od Atlantika do Pacifika.
Od 21 vrste, u Hrvatskoj rastu dvije, šumski i poniknuti vratnjak.

## Vrste
1. Carpesium abrotanoides L., šumski vratnjak
2. Carpesium cernuum L., poniknuti vratnjak
3. Carpesium cordatum F. H. Chen & C. M. Hu
4. Carpesium divaricatum Siebold & Zucc.
5. Carpesium faberi C. Winkl.
6. Carpesium glossophyllum Maxim.
7. Carpesium humile C. Winkl.
8. Carpesium linearibracteatum (F. H. Chen & C. M. Hu) Y. B. Li, T. Deng & H. Sun
9. Carpesium lipskyi C. Winkl.
10. Carpesium longifolium F. H. Chen & C. M. Hu
11. Carpesium macrocephalum Franch. & Sav.
12. Carpesium minus Hemsl.
13. Carpesium nepalense Less.
14. Carpesium pedunculosum Wall.
15. Carpesium rivularis Aver.
16. Carpesium rosulatum Miq.
17. Carpesium scapiforme F. H. Chen & C. M. Hu
18. Carpesium szechuanense F. H. Chen & C. M. Hu
19. Carpesium trachelifolium Less.
20. Carpesium triste Maxim.
21. Carpesium velutinum C. Winkl.